# الصوان الصغير
الصوان الصغير قرية سوريّة تتبع إداريّاً لمحافظة حلب منطقة عفرين ناحية راجو، بلغ تعداد سكانها 109 نسمة حسب التعداد السكاني لعام 2004.